# Ставангер
Ставангер (норв. Stavanger) — місто на південному заході Норвегії, центр провінції Ругаланн. Осередок нафтовидобувної промисловості Норвегії. У місті діють університет, музей нафти, є найстаріший кафедральний храм (собор) країни.
Ставангер — місто з 900-річною історією. Воно зберегло свою історичну частину, вибудувану з дерева у XVIII столітті. 2008 року Ставангер проголосили Європейським центром культури (разом із британським Ліверпулем).

## Походження назви
Древньонорвезька назва міста — Стафанґр (норв. Stafangr). Походження назви обговорювалось десятиліттями, і найбільш прийнятним тлумаченням було те, що первинно ця назва стосувалася бухти (тепер званої Воґен). Першим елементом імені є стафр, що означає посох, палиця. Це могло відноситися як до форми затоки, так і до форми гори Вальберґет (Ставен — посох, є звиклою назвою високих і крутих гір у Норвегії). Другим елементом імені є анґр (затока, фйорд).

## Історія
Ставангер виконував роль міста ще до отримання статусу міста в 1425 році, а саме розвиток його як міста розпочався з часів заснування Ставангерської єпархії у 1120-х рр., перетворюючи його на осередок церковної адміністрації і важливий південно-західний торговий центр близько 1100–1300 рр. Багато істориків вважають, що землі навколо Ставангера, знані як північний Ярен, були центром господарчого та військового життя ще у 800–900-х роках із консолідацією нації під час битви при Гафсфйорді бл. 872 року.
На початку 2023 року на території муніципалітету Хармой поблизу міста Ставангер виявили корабель, який, імовірно, давніший за досі відомі мореплавські судна епохи вікінгів, а вся знахідка археологів суттєво доповнює знання про історію цієї доби. Корабель розкопали як елемент поховання; за припущеннями фахівців він може бути давнішим на 50 років за Усеберзький корабель, який датували орієнтовно 820 роком н.е.
З реформацією у 1536 році роль міста як релігійного центру занепала, і заснування Крістіансану на поч. 17-го століття призвело до переміщення єпархіальної адміністрації. Проте, багаті улови оселедця у 19-му столітті дали Ставангеру нове життя.

## Економіка
Довший час найважливішими видами промисловості міста були мореплавство, кораблебудування та рибообробна промисловість. 1969 року розпочалася нова сторінка в історії міста — з відкриттям покладів нафти у Північному морі Ставангер обрали материковим центром для нафтової промисловості на норвезькій ділянці Північного моря. За цим настав період стрімкого розвитку міста.

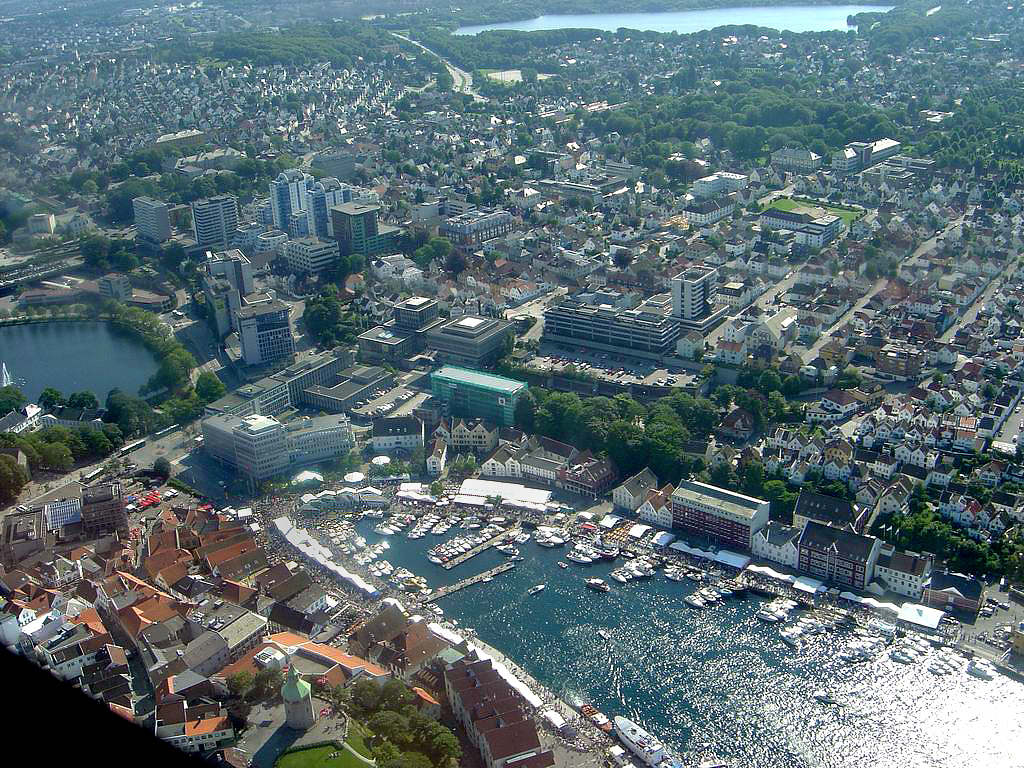
Вигляд на місто з повітря
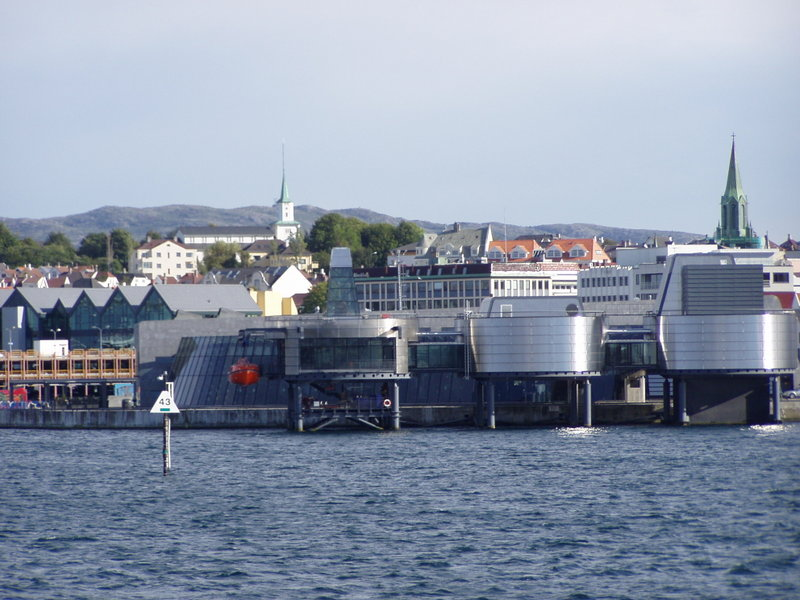
Музей Нафти у м. Ставангер. Вигляд з бухти.

## Географія
Неподалік від міста розташований Люсе-фіорд.

### Клімат
Місто розташоване в зоні, яку характеризує морський клімат. Найтепліший місяць — серпень із середньою температурою 14.4 °C (57.9 °F). Найхолодніший місяць — лютий, із середньою температурою 1.1 °С (34 °F).
| Клімат Ставангера       | Клімат Ставангера | Клімат Ставангера | Клімат Ставангера | Клімат Ставангера | Клімат Ставангера | Клімат Ставангера | Клімат Ставангера | Клімат Ставангера | Клімат Ставангера | Клімат Ставангера | Клімат Ставангера | Клімат Ставангера | Клімат Ставангера |
| Показник                | Січ.              | Лют.              | Бер.              | Квіт.             | Трав.             | Черв.             | Лип.              | Серп.             | Вер.              | Жовт.             | Лист.             | Груд.             | Рік               |
| Абсолютний максимум, °C | 10                | 10                | 15                | 25                | 26                | 27                | 31                | 33                | 25                | 20                | 13                | 11                | 33                |
| Середній максимум, °C   | 2,6               | 2,8               | 5,2               | 8,8               | 13,5              | 16,4              | 17,4              | 17,6              | 14,4              | 11                | 6,5               | 3,9               | 10                |
| Середня температура, °C | 1,2               | 1,1               | 2,8               | 5,5               | 9,9               | 12,8              | 14,1              | 14,4              | 11,7              | 8,8               | 4,8               | 2,5               | 7,5               |
| Середній мінімум, °C    | −0,9              | −1,4              | 0,4               | 2,6               | 6,6               | 9,5               | 11                | 11,4              | 9,2               | 6,5               | 2,9               | 0,4               | 4,9               |
| Абсолютний мінімум, °C  | −18               | −17               | −12               | −7                | −2                | 0                 | 3                 | 2                 | −1                | −3                | −16               | −16               | −18               |
| Норма опадів, мм        | 99                | 75                | 80                | 51                | 68                | 79                | 96                | 113               | 161               | 154               | 151               | 123               | 1250              |
| Днів з опадами          | 14,4              | 9,9               | 12,5              | 10,4              | 11,4              | 11,3              | 11,2              | 14,2              | 16,8              | 17,5              | 19                | 16                | 164,6             |
| ----------------------- | ----------------- | ----------------- | ----------------- | ----------------- | ----------------- | ----------------- | ----------------- | ----------------- | ----------------- | ----------------- | ----------------- | ----------------- | ----------------- |
| Джерело: Weatherbase    |                   |                   |                   |                   |                   |                   |                   |                   |                   |                   |                   |                   |                   |

## Організації
- Об'єднаний воєнний центр (JWC) НАТО

## Освіта
- Ставангерський університет

## Спорт
У місті базується хокейний клуб «Ставангер Ойлерс».
З 7 по 18 травня 2013 року в Ставангері проходив міжнародний шаховий турнір ХХІ категорії Norway Chess 2013 за участі чемпіона світу Віші Ананда та лідерів світового рейтингу Магнуса Карлсена і Левона Ароняна.

## Уродженці
- Пол Сверре Гаґен (1980) — норвезький актор театру і кіно.
- Юган Гарстад (1979) — норвезький прозаїк, автор оповідань, драматург і графічний дизайнер.

## Міста-побратими
- Абердин, Велика Британія
- Агадір, Марокко
- Анцирабе, Мадагаскар
- Баку, Азербайджан[3]
- Варна, Болгарія
- Галвестон, США
- Гарлов, Велика Британія
- Енчепінг (комуна), Швеція (1948)
- Есб'єрг, Данія
- Ескільстуна, Швеція
- Естелі, Нікарагуа
- Макае, Бразилія
- Массава, Еритрея
- Наблус, Палестинська держава
- Нескойпстадур, Ісландія
- Нетанья, Ізраїль (16 квітня 1997)[4][5]
- Санкт-Петербург, Росія (2008)[6]
- Тулуза, Франція
- Фьярдабіггд, Ісландія
- Х’юстон, США
- Честерфілд, Велика Британія
- Ювяскюля, Фінляндія (1947)[4][7]